# San José de Ocoa
San José de Ocoa – miasto i gmina na Dominikanie; stolica prowincji San José de Ocoa.

## Opis
Miasto założone zostało w 1805 roku, obecnie zajmuje powierzchnię 484,87 km² i liczy 22 383 mieszkańców 1 grudnia 2010.